# Ommatius didymus
Ommatius didymus là một loài ruồi trong họ Asilidae. Ommatius didymus được Scarbrough miêu tả năm 1993. Loài này phân bố ở vùng Tân nhiệt đới.